# Islandia en los Juegos Olímpicos de Squaw Valley 1960
Islandia estuvo representada en los Juegos Olímpicos de Squaw Valley 1960 por cuatro deportistas masculinos que compitieron en dos deportes.
El portador de la bandera en la ceremonia de apertura fue el esquiador alpino Kristinn Benediktsson. El equipo olímpico islandés no obtuvo ninguna medalla en estos Juegos.